# Bee Gees 20 Greatest Hits
A Bee Gees 20 Greatest Hits című lemez a Bee Gees dalainak válogatáslemeze.

## Az album dalai
1. Massachusetts (Barry, Robin és Maurice Gibb) – 2:20
2. I Can't See Nobody (Barry és Robin Gibb) – 3:45
3. Spicks and Specks (Barry Gibb) – 2:50
4. To Love Somebody (Barry és Robin Gibb) – 2:57
5. Jive Talkin'  (Barry, Robin és Maurice Gibb) – 3:43
6. Saved By the Bell (Robin Gibb) – 3:05
7. I Started a Joke (Barry, Robin és Maurice Gibb) – 3:08
8. Close Another Door (Barry, Robin és Maurice Gibb) – 3:30
9. First of May (Barry, Robin és Maurice Gibb) – 2:49
10. World (Barry, Robin és Maurice Gibb) – 3:09
11. Words (Barry, Robin és Maurice Gibb) – 3:17
12. I Close My Eyes (Barry, Robin és Maurice Gibb) – 2:20
13. I.O.I.O. (Barry Gibb, Maurice Gibb) – 2:53
14. I've Gotta Get a Message To You (Barry, Robin és Maurice Gibb) – 2:59
15. New York Mining Desaster 1941 (Barry és Robin Gibb) – 2:10
16. Nights on Broadway (Barry, Robin és Maurice Gibb) – 4:30
17. Holiday (Barry és Robin Gibb) – 2:54
18. You Should Be Dancing (Barry, Robin és Maurice Gibb) – 4:16
19. Every Christian Lion Hearted Man Will Show You (Barry, Robin és Maurice Gibb) – 3:37
20. Cucumber Castle (Barry és Robin Gibb) – 2:02

## Közreműködők
- Bee Gees

## Eladott példányok
A 20 Greatest Hits lemezből a világban 350 ezer példány (ebből Németországban 250 ezer) példány kelt el.